# 迈克尔·罗德里格斯
迈克尔·罗德里格斯（西班牙語：Michael Rodríguez，1981年12月30日—），哥斯达黎加男子足球运动员，司职后卫。他曾代表哥斯达黎加国家队参加2006年国际足联世界杯，结果队伍止步小组赛阶段。